# 8′46″

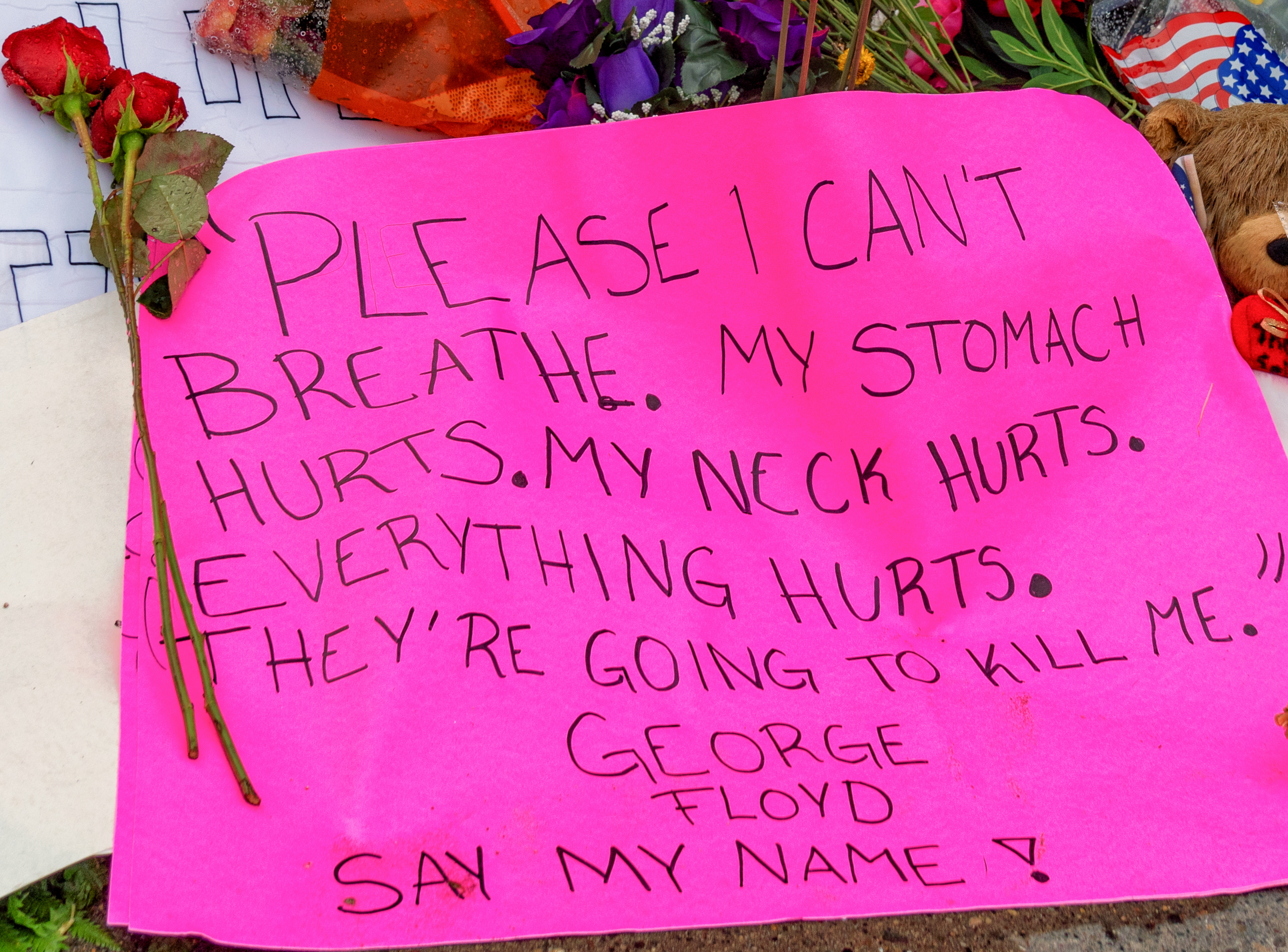
لافتة في النصب التذكاري لجورج فلويد في مينيابوليس بولاية مينيسوتا تتضمن نصًا جزئيًا لكلمات فلويد الأخيرة خلال 8 دقائق و 46 ثانية ركع ضابط الشرطة ديريك شوفين على رقبته.

8′46 ″ (8 دقائق و 46 ثانية) هي المدة الزمنية المرتبطة بقتل جورج فلويد، الذي توفي في حجز الشرطة بعد أن قتله ضابط الشرطة ديريك شوفين بالضغط على رقبته خلال تلك المدة. أنتشر مصطلح 8′46 ″ في الأيام التي أعقبت وفاته، وانتشرت الاحتجاجات التي تلت ذلك وأصبحت تلك الفترة الزمنية المحددة مليئة بأعمال العنف والمظاهرات وأنتشرت دعوات الثلاثاء الأسود.
وقد تمت الإشارة إلى 8′46 ″على وجه التحديد في احتجاجات «القتل العنصري» في مينيابوليس ونيويورك وبوسطن وفيلادلفيا وبورتلاند ودنفر ومدن أخرى، حيث جلس المتظاهرون علي الأرض لمدة 8 دقائق و 46 ثانية للاحتجاج على وحشية الشرطة وعمليات القتل العنصرية التي تقوم بها الشرطة في الولايات المتحدة.

## أصل الفترة الزمنية
هي الفترة التي أحتاجها الضابط لقتل جورج فلويد عن طريق وضع ركبته على عنق فلويد من حوالي 8:19:38 مساءً إلى 8:27:24 مساءً، وبدأت الفترة بعد أن تم أخذ فلويد من سيارته وتقييده علي الأرض في الشارع وقتله من قبل شرطة مينيابوليس.

وقال المحامي العام لمقاطعة هينبين: 
 قام المدعى عليه بوضع ركبته على عنق السيد فلويد لمدة 8 دقائق و 46 ثانية في المجموع. دقيقتان و 53 ثانية من هذا بعد أن كان السيد فلويد غير مستجيب. يتم تدريب الشرطة على أن هذا النوع من ضبط النفس مع شخص في وضعية الانبطاح خطير بطبيعته. 

### رد فعل الشركات
في 3 يونيو 2020، أخبر الرئيس التنفيذي لشركة جوجل سوندار بيتشاي الموظفين في Alphabet وGoogle بتكريم الأرواح السوداء المقتولة معلقا بشكل رسمي علي وفاة جورج فلويد. قال، «اليوم في تمام الساعة 1:00 مساءً بتوقيت المحيط الهادي الصيفي، سنقف معًا لتكريم ذكريات حياة السود الذين فقدوا في 8 دقائق و 46 ثانية من الصمت».

### رد فعل الأعلام
كان " 8 دقائق و 46 ثانية" عنوان تحقيق نيويورك تايمز الذي أعاد بناء الأحداث المحيطة بوفاة فلويد باستخدام لقطات أمنية من كاميرات المراقبة ومقاطع فيديو للشهود ووثائق رسمية. نشرت أحدي المجلات الأمريكية وتدعي زا اتلانتيك عمودًا بعنوان "كيف تجثو على عنق لمدة تسع دقائق؟" حيث قام بمحاكاة الظروف المادية لتطبيق 8 دقائق و 46 ثانية من تقييد الرقبة. وكتب: "قمنا بعمل محاكاه تتضمن ساعة إيقاف وركع على حصيرة يوغا ملفوفة.